# Forcipomyia variicrus
Forcipomyia variicrus är en tvåvingeart som beskrevs av Jean-Jacques Kieffer 1913. Forcipomyia variicrus ingår i släktet Forcipomyia och familjen svidknott. Inga underarter finns listade i Catalogue of Life.